# Stazione di Anela
La stazione di Anela fu una stazione ferroviaria al servizio del comune omonimo, posta sul tracciato della ferrovia Tirso-Chilivani.

## Storia
Le origini dello scalo si ricollegano a quelle della ferrovia tra Tirso e Chilivani, costruita a fine Ottocento per conto della Società italiana per le Strade Ferrate Secondarie della Sardegna. I lavori terminarono nel 1893 e la stazione aprì all'esercizio il 1º aprile di quell'anno, data di attivazione del tronco ferroviario tra Tirso e Ozieri che ultimava la nuova strada ferrata.
Lo scalo servì da allora il borgo di Anela per il trasporto di persone e merci e dal punto di vista gestionale passò dal 1921 alla Ferrovie Complementari della Sardegna; sotto questa amministrazione fu operativo sino alla chiusura della Tirso-Chilivani, datata 31 dicembre 1969. Con la sostituzione delle relazioni ferroviarie con analogo servizio di autolinee la stazione fu dismessa e disarmata venendo poi abbandonata.

## Strutture e impianti
Posto alla periferia sud di Anela lungo la strada provinciale 104 lo scalo era configurato come stazione passante di terza classe. Il piano binari comprendeva complessivamente tre unità a scartamento da 950 mm: oltre al binario di corretto tracciato era presente un tronchino che da esso si distaccava sul lato dei fabbricati, mentre ad est si diramava un binario passante.
L'impianto era dotato di un piano caricatore, posto parallelamente al binario tronco; attiguo ad esso l'unico edificio della stazione, il fabbricato viaggiatori, una costruzione a due livelli a pianta rettangolare e tetto a falde, dotata di tre accessi sul lato binari, il cui rudere è ancora presente nell'area.

## Movimento
La stazione fu servita dalle relazioni merci e viaggiatori espletate dalle SFSS e in seguito dalle FCS.

## Servizi
Nel fabbricato viaggiatori era presente una sala d'attesa per i passeggeri.
- Sala d'attesa